# Motorwerk

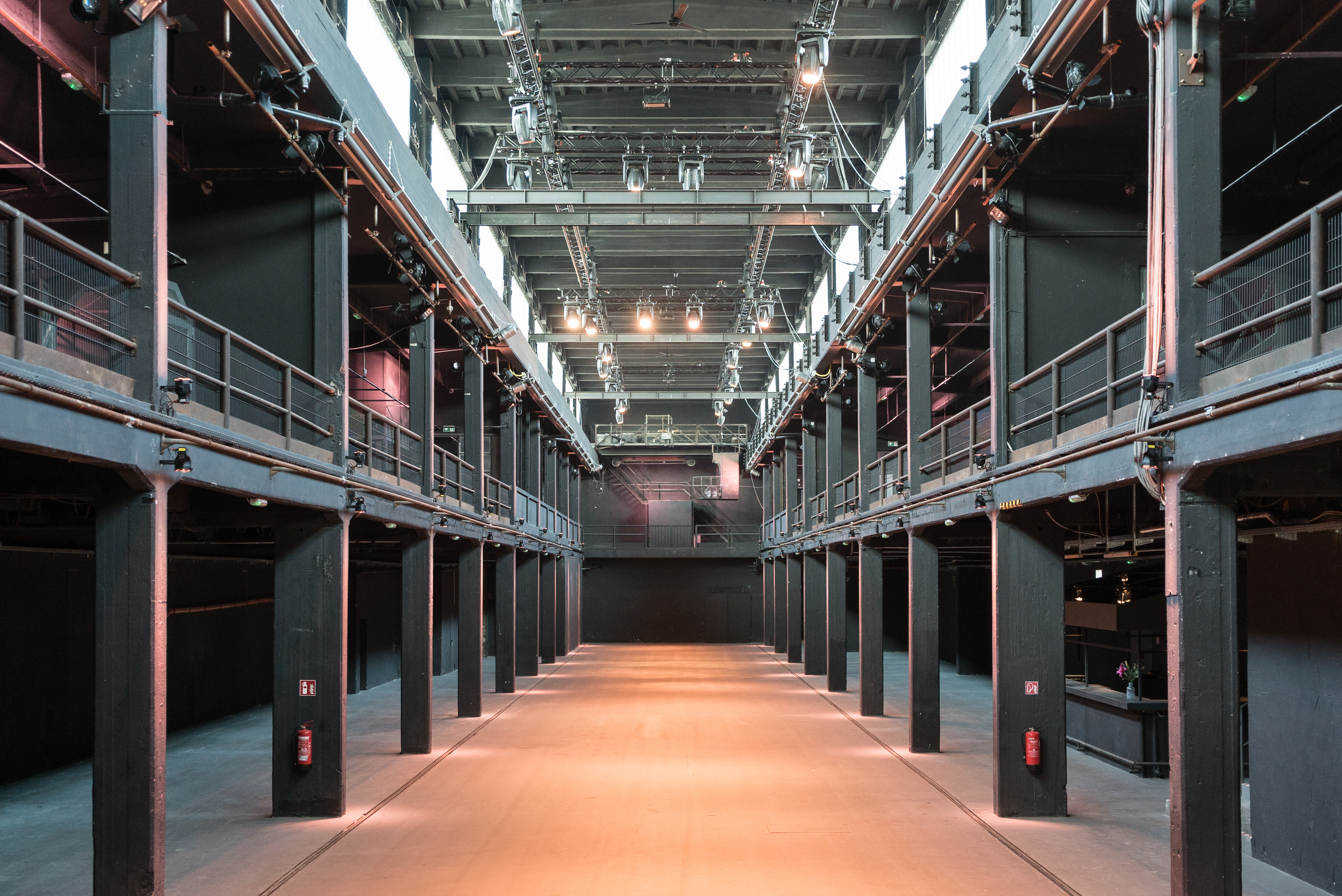
Innenansicht Motorwerk Berlin

Das Motorwerk Berlin ist ein Bauensemble im Berliner Ortsteil Weißensee, An der Industriebahn 12, das aus einer Veranstaltungshalle, Kunstateliers und Co-working Spaces besteht. Die Halle wurde als Fabrikgebäude für die Herstellung von Elektromotoren gebaut und war in den 1990er Jahren unter dem Namen Halle Weißensee bekannt.

## Geschichte
Das denkmalgeschützte Ensemble wurde ab 1921 von Bruno Buch und Karl Herrmann für die Ziehl-Abegg Elektrizitätsgesellschaft erbaut. 
In dem Komplex wurden bis zum Zweiten Weltkrieg wegweisende Spezial-Elektromotoren (Außenläufer) gefertigt. Diese geben dem heutigen Motorwerk seinen Namen. Außerdem wurden Umformer hergestellt, mit denen die ersten Luftschiffe, die den Atlantik überquerten, ausgerüstet waren. Später arbeiteten die ebenfalls bei Ziehl-Abegg entwickelten F.-T.-Generatoren in allen Zeppelin-Luftschiffen und Lufthansa-Maschinen.
In der DDR wurden auf dem Areal weiterhin Elektromotoren und Dynamos produziert, aber auch repariert. Es waren dort die Teilwerke von VEB Isokond als auch von VEB Starkstrom-Anlagenbau untergebracht. Beide volkseigenen Betriebe produzierten Elektroprodukte.
Nach der politischen Wende war das Gebäude unter dem Namen Die Halle für seine Konzerte und Veranstaltungen bekannt. 1991 fand dort die erste Mayday Deutschlands statt. Neben zahlreichen anderen Techno-Veranstaltungen in den Folgejahren gastierten dort auch Kraftwerk, The Velvet Underground, Motörhead, Marianne Rosenberg, die Red Hot Chili Peppers, Zucchero, die Ramones und viele mehr. Wim Wenders filmte in diesem Gebäude die Konzert-Szene des Films In weiter Ferne, so nah!, in der Lou Reed Why can’t I be good singt. 

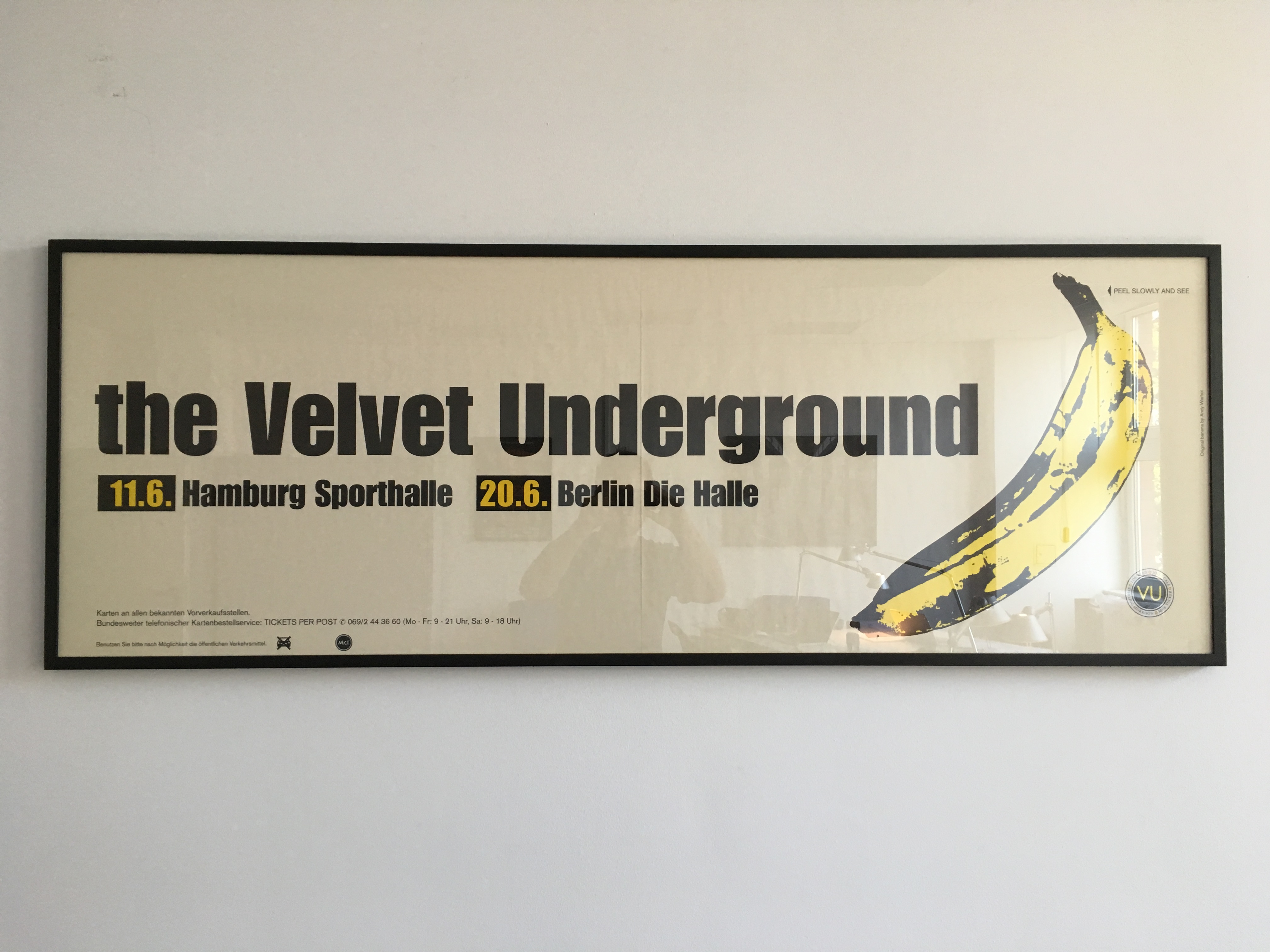
Plakat vom Velvet-Underground-Konzert im Motorwerk Weißensee